# Bottsand (Schiff)

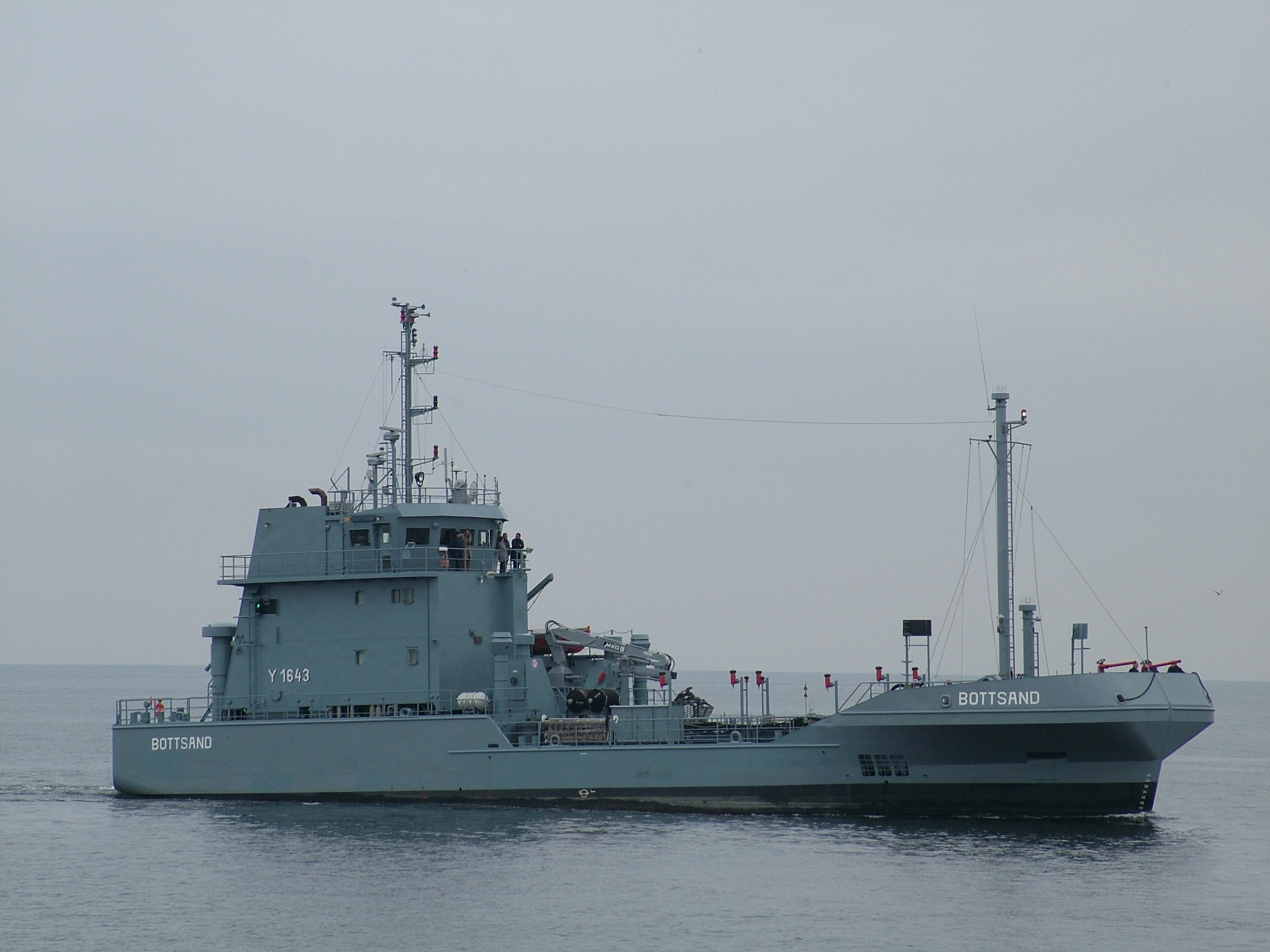
Die Bottsand, 2013

Das Ölauffangschiff Bottsand ist ein zivil besetztes Klappschiff der Bottsand-Klasse (Klasse 738) der Bundesrepublik Deutschland. Es wurde von der Deutschen Marine in ständiger Bereitschaft gehalten.
Die Bottsand wurde 1985 in Dienst gestellt, um bei Schiffshavarien in der westlichen Ostsee Ölunfälle zu bekämpfen. Ursprünglich in Olpenitz stationiert, verlegte es 1995 nach Warnemünde. Gründe waren die Nähe zur Kadetrinne, dem Hotspot der Ostseeschifffahrt, und die Anti-Ölverschmutzungs-Kooperation mit Polen, Schweden und Dänemark. Im Oktober 2015 kam sie aus Kostengründen in den Marinestützpunkt Kiel.
Für die Marine entsorgte das Spezialschiff gesammelte Bilgenabwässer von Marineschiffen aus den Stützpunkten Warnemünde, Eckernförde und Kiel. Die „Bottsand“ übernahm in Bedarfsfällen direkt von den Schiffen und Booten ölverschmutztes Grauwasser, das in den Maschinenräumen anfällt, sowie bei defekten Abwasserpumpen auch Fäkalien. Die verschmutzten Abfälle wurden umweltgerecht in den jeweiligen Marinestützpunkten entsorgt. Diese Dienstleistung ersparte teure Entsorgungen durch Fremdfirmen.
Die Einsätze werden seit 1999 von der Koordinierungsstelle des Havariekommandos in Cuxhaven geleitet. Hauptaufgabe ist der Katastrophenschutz für Schleswig-Holstein, Mecklenburg-Vorpommern, Niedersachsen und Bremen. Nebenaufgabe war die Ver- und Entsorgung der Marineschiffe bei Manövern und offiziellen Anlässen.
Am 23. März 2021 wechselte es vom Verteidigungsministerium ins Bundesministeriums für Verkehr. Der Flaggenwechsel erfolgte in einer Emdener Werft von der Marine an das Reedereizentrum der Wasserstraßen- und Schifffahrtsverwaltung des Bundes. Das bisher marinegraue Schiff erhält den schwarzen/weißen Anstrich der Bundesbehörden. Mit einer anderen Besatzung bleiben die Aufgaben im Katastrophen- und Gewässerschutz gleich.
Die zivile Besatzung besteht aus zwei Nautikern, zwei Technikern und zwei Schiffsmechanikern. Sie bereederte in einem einzigartigen „Mehr-Schiff-Modell“ – eine Crew für zwei Schiffe – seit April 2020 neben der „Bottsand“ auch das Schwesterschiff „Eversand“.
Folgende Schiffe wurden nach dem Bottsand in der Kieler Förde benannt:
- diese Bottsand (Y 1643), Typschiff der Bottsand-Klasse der Deutschen Marine
- das Seenotrettungsboot Bottsand der 8,5-Meter-Klasse der DGzRS